# ヴォルネ
ヴォルネ(Volnay)は、フランス東部、ブルゴーニュ＝フランシュ＝コンテ地域圏コート＝ドール県南部にある、人口300人足らずの小さな村である。ブルゴーニュワインの村名AOCヴォルネAOCを産する。